# Plagiodontia ipnaeum
Espèce
Synonymes
- Plagiodontia velozi Rimoli, 1976

Statut de conservation UICN

 EX  : Éteint
Plagiodontia ipnaeum est une espèce de Rongeurs de la famille des Capromyidae. Cette espèce est désormais éteinte.
Elle a été décrite pour la première fois en 1948 par l'écologiste et Zoologie-zoologiste australien Christopher N. Johnson.
Synonyme :
- Plagiodontia velozi Rimoli, 1976